# Avtokracija
Avtokracija je oblika vladavine, kjer pripada vsa oblast samo eni osebi, praviloma povezana z nasiljem in neomejeno samovoljo.
V takšni ureditvi ljudje ne morejo vplivati na delovanje državne organizacije, je ne morejo nadzirati in uveljavljati njene odgovornosti.